# Olympic Club Aleksandria
Olympic Club (ar. االنادي الأوليمبي المصري بالإسكندرية) – egipski klub piłkarski grający w egipskiej drugiej lidze, mający siedzibę w mieście Aleksandria.

## Sukcesy
- I liga[1]:
  - mistrzostwo (1): 1965/1966

- Puchar Egiptu[2]:
  - zwycięstwo (2): 1932/1933, 1933/1934
  - finał (2): 1959/1960, 1966/1967

## Występy w afrykańskich pucharach
| Sezon | Rozgrywki       | Runda       | Kraj  | Klub              | Dom | Wyjazd | Dwumecz                                       |
| ----- | --------------- | ----------- | ----- | ----------------- | --- | ------ | --------------------------------------------- |
| 1967  | Puchar Mistrzów | 1           | Sudan | Al-Hilal Omdurman | 3–1 | 1–0    | 4–1                                           |
| 1967  | Puchar Mistrzów | ćwierćfinał |       | Saint-George SA   | –   | 2–3    | walkower dla Saint-George po drugim spotkaniu |

## Stadion
Domowe mecze klub rozgrywa na staidonie Ezzedin Yacoub Stadium w Aleksandrii. Stadion może pomieścić 15000 widzów.

## Reprezentanci kraju grający w klubie od 1965 roku
Stan na styczeń 2023.
| - Badawi Abdel-Fattah - Mahmoud Abdel-Halim - Walid Salah Abdel-Latif - Ali Afify - Ahmed El-Kass - Islam El-Shater - Hajsam Faruk - Khamis Gaafar - Mahmoud Genesh | - Mahmoud Hamada - Hussein Hamdy - Alaa Mayhoub - Khaled Moustafa - Yasser Radwan - Osama Ragab - Islam Ramadan - Ahmed Sary - Issa Nikièma |